# Antiga Casa Cotchet-Xancó
L'Antiga Casa Cotchet-Xancó és un establiment situat a la Rambla, 78-80 de Barcelona catalogat com a de gran interès (categoria E1).

## Història
Fundat el 1820 per Antoni Cotchet, posteriorment va passar a mans del seu nebot Josep Xancó, associat durant amb un temps Joan Bel. La decoració interior data aproximadament del 1912.

## Descripció
A l'exterior, damunt d'un sòcol de pedra de Montjuïc, es desenvolupa una estructura de fusta formada per uns estrets muntants que configuren els espais dels tres aparadors que es localitzen a cada costat de la porta d'accés. A cada aparador es disposen diversos rètols que anuncien productes com «gèneres de punt», «banyadors» o «camiseria a mida»; en un dels rètols més grans veiem la data de fundació de la botiga, 1820 i, a sobre la porta, el rètol indica «Preu fix». Corona aquesta estructura un gran rètol que funciona com una llinda de tot el conjunt amb el nom de l'establiment.
Respecte a l'interior, es conserva el mobiliari original de la botiga d'estètica modernista. Destaquen els prestatges de fusta que ocupen gairebé tot l'espai perimetral i consten, a més de la decoració dels rematats superiors, d'unes persianes per protegir els productes emmagatzemats. També cal esmentar el moble de la caixa enregistradora, alguns taulells usats també com a mostradors, algunes cadires i els punts de llum de llautó.